# 多實街
多實街，是位於香港九龍九龍塘的一條街道，名稱來自英國的多實郡。

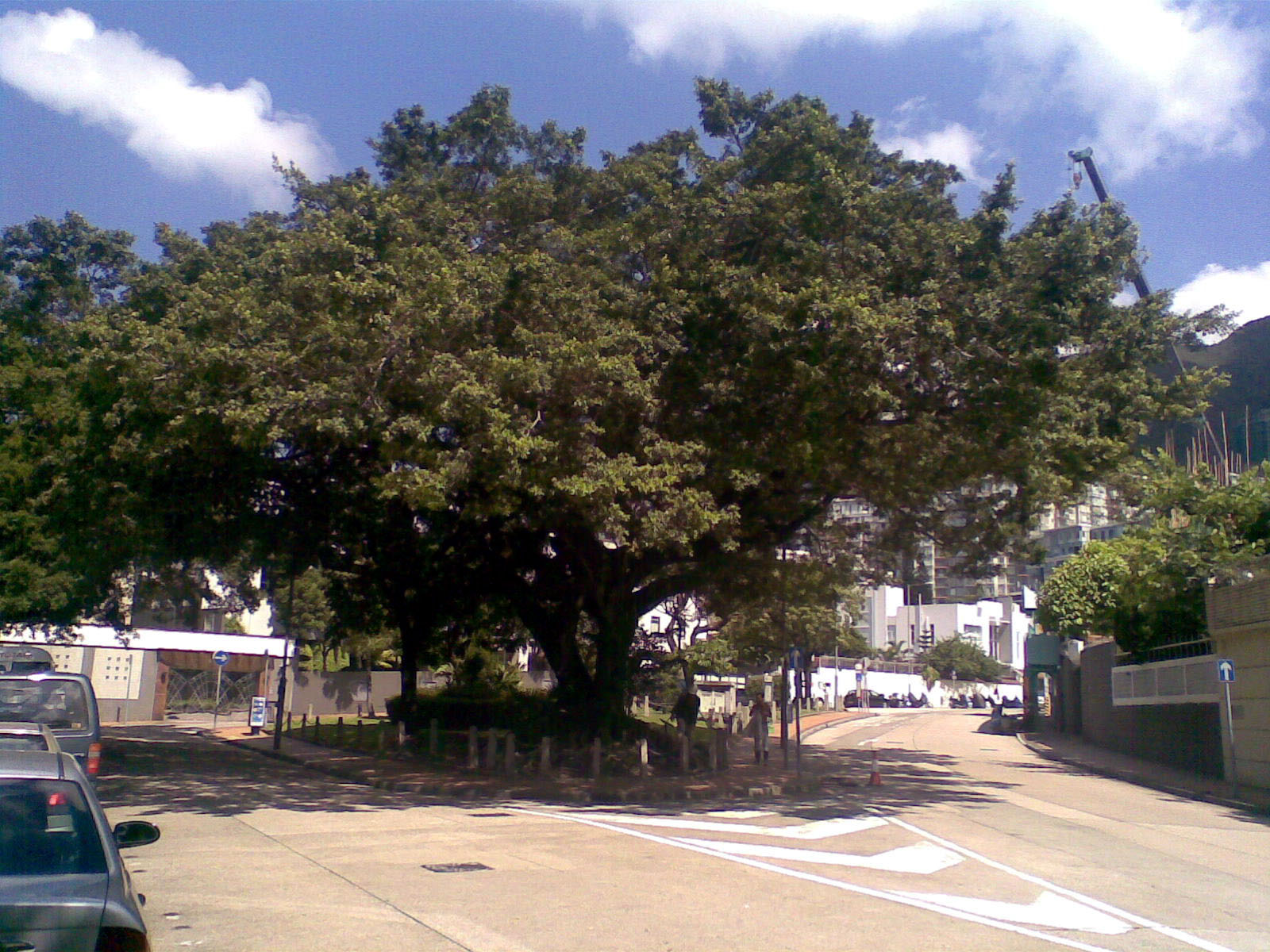
多實街花園細葉榕

多實街東接窩打老道，西接德雲道。多實街有一孤形道前往德雲道。車輛早年不能由窩打老道(北行)直接右轉入聯合道，需要左轉入多實街，再經德雲道到歌和老街，再經窩打老道南行前往聯合道，但現在已改為可以由窩打老道(北行)直接右轉入聯合道。多實街的英文（Dorset Crescent）的 Crescent 是彎月形街道的意思，意指多實街是一條弧形街道。

## 多實街花園
多實街及德雲道中間有一「多實街花園」，花園中的細葉榕遮著多實街直路及弧形路的大半，被稱為「九龍城區樹王」，在康文署古樹編號KC1。在該公園近弧形道心有一巴士站。目前多實街可說是交通要道，繁忙時間很多車輛駛過。

## 沿途景點
- 中國神學研究院

## 連接道路
- 窩打老道
- 德雲道